# Meeia Foo
Meeia Foo (chino simplificado: 符 琼 音, chino tradicional: 符 音 琼, pinyin: Fú Qiong-Yin, basado en chino taiwanés), (11 de febrero de 1983, Johor), es una cantante malaya, saltó a la fama después de participar en el evento musical de "Super Idol" (超级 偶像), interpretó sus temas musicales en un reality show de competencia en Taiwán.

## Discografía
| Tracks | Language | Additional Info |

| • Wo Shi Bu Shi Ni Zui Teng Ai De Ren (我是不是你最疼愛的人) | Mandarín  | original artist: Michelle Pan (潘越雲)   |
| • Liu Bu Zhu De Gu Shi (留不住的故事)                        | Mandarín  | original artist: Tracy Huang (黃鶯鶯)    |
| • Jiu Gan Tang Mai Wu (酒矸倘賣無)                           | Mandarín  | original artist: Su Rui                  |
| • Shi qu De Ai (逝去的愛)                                    | Mandarín  | original artist: Ouyangfeifei (歐陽菲菲) |
| • Hai Hai Ren Sheng (海海人生)                               | Taiwanese | original artist: Chen Yingjie (陳盈潔)   |
| • Meng Xing Shi Fen (夢醒時分)                               | Mandarín  | original artist: Sarah Chen              |
| • Saving All My Love For You                                 | English   | original artist: Whitney Houston         |
| • The Way We Were                                            | English   | original artist: Barbra Streisand        |
| • Stupid Cupid (duet with Feng LingLing)                     | English   | original artist: Connie Francis          |
| • The Rose                                                   | English   | original artist: Bette Midler            |
| • Hero                                                       | English   | original artist: Mariah Carey            |
| • My Heart Will Go On                                        | English   | original artist: Celine Dion             |

| • Zui Pa Leng Zhan (最怕冷戰)       | Mandarín |  |
| • Hen Jiu Mei Ku Le (很久沒哭了)    | Mandarín |  |
| • Bu Fu (不服)                      | Mandarín |  |
| • You Ni Cai Wan Zheng (有你才完整) | Mandarín |  |
| • Xi Huan Bu Shi Ai (喜歡不是愛)    | Mandarín |  |
| • WAH WAH                           | Mandarín |  |
| • Bu Neng Deng (不能等)             | Mandarín |  |
| • Wang Ji Wo (忘記我)               | Mandarín |  |
| • Duan Chi De Hu Die (斷翅的蝴蝶 )  | Mandarín |  |
| • Xiao Sa Zou Yi Hui (瀟灑走一回)   | Mandarín |  |

| • Ai Wo Shuo Le Suan (愛 我說了算) | Mandarín |  |
| • Wei Jing (薇京)                  | Mandarín |  |
| • Hui Se Di Dai (灰色地帶)         | Mandarín |  |
| • Star                             | English  |  |
| • I Feel You                       | English  |  |
| • Dreamers                         | English  |  |
| • 58 °Ji Mo (58°寂寞)              | Mandarín |  |

| • Die Lian Hua (蝶戀花) | Mandarín |  |

| • You Ni Cai Wan Zheng (有你才完整)                                 | Mandarín | Theme Song Lyrics:Yang Pei-an，Composer:Hsiao Huang Chi      |
| • Zhu Jin Ni Xin Wo (住進你心窩)- Eison feat. Meeia Foo & Xie Junqi | Mandarín | Lyrics:Chen Le Rong(陳樂融), Composer：Chen Guo Hua (陳國華) |
| • 58° Ji Mo (58°寂寞)                                               | Mandarín | Lyrics: 劉虞瑞, Composer: Chris Wu (吳听徹)                  |

| • Zhu Jin Ni Xin Wo (住進你心窩) | Mandarín | 收錄在EISON'S EP 民視《新兵日記》插曲 民視《愛讓我們在一起》插曲 民視《夜市人生》插曲 |

| • Guan Huai "Care" (關懷) | Mandarín | 曲-郑亿华 词-曾繁彬 编曲-EUGENE Local singer help out in producing single song CD "Care" to show their support to all flood victims. This CD just for charity sales |

| • Nian Shao Qing Kuang (年少輕狂) | Mandarín | Chan Kwok Fai feat. 林健輝 + Meeia Foo + 劉潔琪. 收錄在Chan Kwok Fai's ALBUM |

| • Rang Ai Zhuan Dong Yu Zhou (讓愛轉動整個宇宙) | Mandarín | （與50組藝人合唱） |

| • You Ni You Ming Tian (有你有明天) | Mandarin | duet with Yang Pei-An 收錄在Yang Pei-AnEP 中視神鵰俠侶戲劇片頭曲） |

| • 蝴蝶花 花蝴蝶 | Mandarín | 大馬戲劇《碳鄉》片尾曲 入圍馬來西亞娛協獎最佳編曲獎 |

| • 跨樂星光 | Mandarín | 2010娛協獎新人主題曲- 23組新人合唱 |